# 佩里山脈
75°0′S 134°12′W / 75.000°S 134.200°W
佩里山脈（英語：Perry Range）是南極洲的山脈，位於瑪麗伯德地，長11公里，分隔文茲克冰川和貝里冰川之間，在1940年由美國研究隊發現和拍攝空中照片。